# Romain Aufrère
Romain Aufrère (18 de diciembre de 2004) es un deportista francés que compite en tiro, en la modalidad de rifle. Ganó una medalla de bronce en el Campeonato Mundial de Tiro de 2023, en la prueba de rifle 10 m mixto.

## Palmarés internacional
| Campeonato Mundial | Campeonato Mundial | Campeonato Mundial | Campeonato Mundial |
| Año                | Lugar              | Medalla            | Prueba             |
| ------------------ | ------------------ | ------------------ | ------------------ |
| 2023               | Bakú (Azerbaiyán)  | Medalla de bronce  | Rifle 10 m mixto   |